# The Great Paris Concert
The Great Paris Concert es un álbum en directo doble del músico de jazz estadounidense Duke Ellington publicado en 1973 y grabado durante una serie de conciertos que tuvieron lugar en París, en febrero de 1963. Varias de las pistas habían sido incluidas con anterioridad en el álbum Duke Ellington's Greatest Hits. Estas pistas se incluyeron en la reedición de 1989 en disco compacto de The Great Paris Concert.

## Lista de pistas
Todas las pistas son obra de Duke Ellington excepto en donde se indica.
1. Kinda Dukish – 1:52
2. Rockin' in Rhythm (Harry Carney, Ellington, Irving Mills) – 3:47
3. On the Sunny Side of the Street (Dorothy Fields, Jimmy McHugh) – 2:58
4. The Star-Crossed Lovers (Ellington, Billy Strayhorn) – 4:18
5. All of Me (Gerald Marks, Seymour Simons) – 2:35
6. Theme from the Asphalt Jungle – 4:08
7. Concerto for Cootie – 2:31
8. Tutti for Cootie (Ellington, Jimmy Hamilton) – 2:31
9. Suite Thursday: Misfit Blues (Ellington, Strayhorn) – 3:39
10. Suite Thursday: Schwiphti (Ellington, Strayhorn) – 2:50
11. Suite Thursday: Zweet Zurzday (Ellington, Strayhorn) – 3:55
12. Suite Thursday: Lay-By (Ellington, Strayhorn) – 6:25
13. Perdido (Ervin Drake, H.J. Lengsfelder, Juan Tizol) – 5:22
14. The Eighth Veil (Ellington, Strayhorn) – 2:33
15. Rose of the Rio Grande (Ross Gorman, Edgar Leslie, Harry Warren) – 2:41
16. Cop Out – 6:58
17. Bula – 4:42
18. Jam With Sam – 3:51
19. Happy Go Lucky Local – 3:25
20. Tone Parallel to Harlem – 14:05

### Pistas adicionales de la reedición de 1989
1. Don't Get Around Much Anymore (Ellington, Bob Russell) – 2:33
2. Do Nothin' Till You Hear From Me (Ellington, Russell) – 4:33
3. Black and Tan Fantasy (Ellington, Bubber Miley) – 2:43
4. Creole Love Call – 2:08
5. The Mooche – 5:38
6. Things Ain't What They Used to Be (Mercer Ellington, Ted Persons) – 2:53
7. Pyramid (Ellington, Irving Gordon, Mills, Tizol) – 3:25
8. The Blues – 3:36
9. Echoes of Harlem – 3:32
10. Satin Doll – (Ellington, Mercer, Strayhorn) – 2:27

## Personal
- Cat Anderson – trompeta
- Lawrence Brown – trombón
- Roy Burrowes – trompeta
- Harry Carney – clarinete, saxofón
- Chuck Connors – trombón
- Buster Cooper – trombón
- Duke Ellington – piano
- Paul Gonsalves – saxofón
- Milt Grayson – voz
- Jimmy Hamilton – clarinete, saxofón
- Johnny Hodges – saxofón
- Ray Nance – violín, corneta
- Russell Procope – clarinete, saxofón
- Ernie Shephard – bajo
- Cootie Williams – trompeta
- Sam Woodyard – batería
- Stanley Dance – contenido textual
- İlhan Mimaroğlu – productor de la reedición, coordinador de producción, edición, secuenciación, cotejo original
- Giuseppe Pino – contenido textual, fotografía
- Popsie – contenido textual
- Bob Porter – productor de la reedición
- Fred Seligo – contenido textual

- Datos: Q1236583